# Lill-Öretjärnen (Föllinge socken, Jämtland, 707632-143458)
Lill-Öretjärnen är en sjö i Krokoms kommun i Jämtland och ingår i Indalsälvens huvudavrinningsområde.